# Ornella Muti

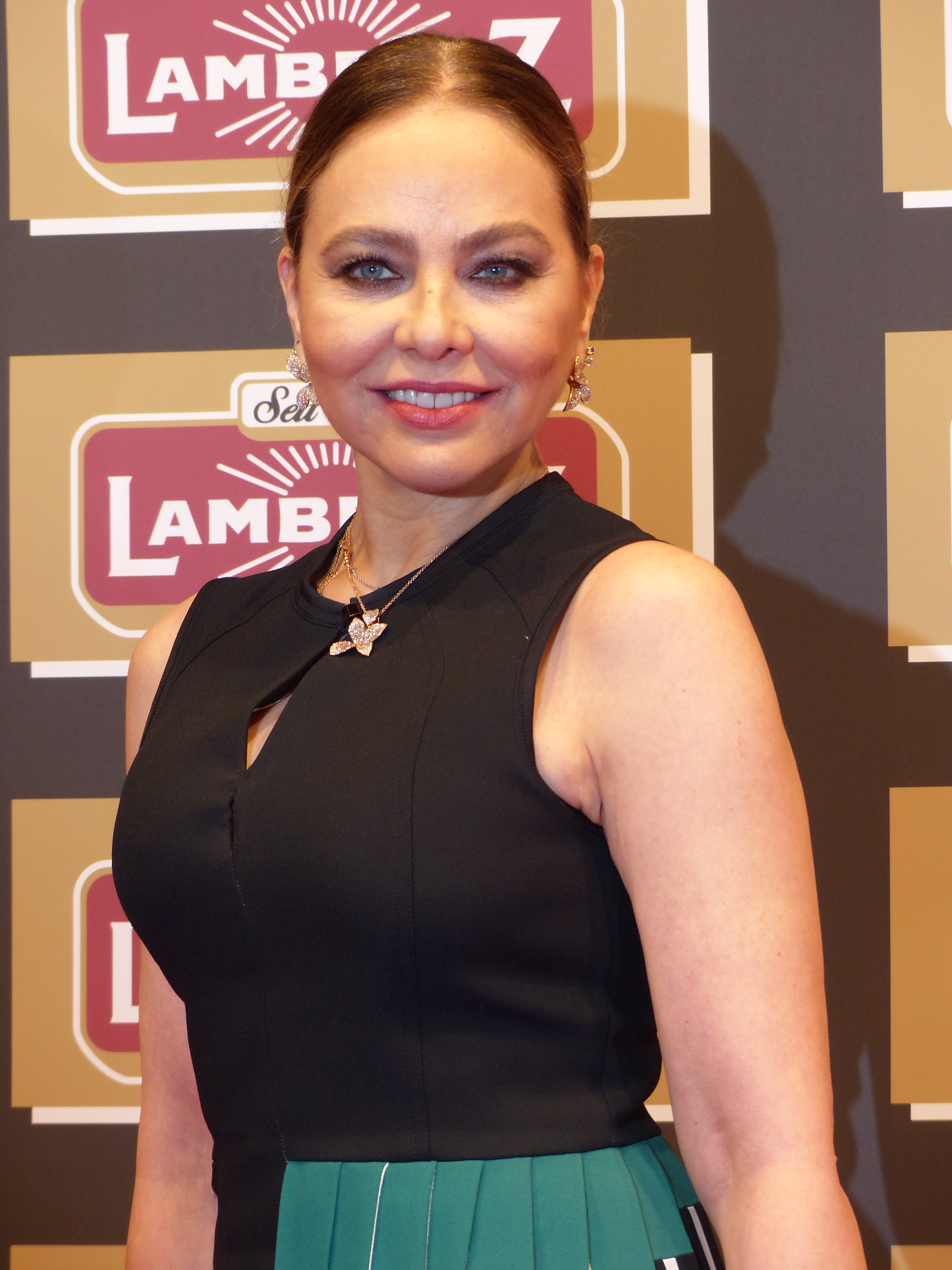
Ornella Muti (2016)

Ornella Muti (* 9. März 1955 als Francesca Romana Rivelli in Rom) ist eine italienische Schauspielerin.

## Leben
Muti ist Tochter einer deutschbaltischen Mutter aus dem estnischen Võru, Ilse Renate Krause, und eines neapolitanischen Zeitungskorrespondenten; ihre ältere Schwester Claudia Rivelli (* 1950) ist ebenfalls Schauspielerin.
Schon als Kind trat Muti als Model auf. Muti war zweimal verheiratet. Sie hat drei Kinder. Ihre älteste Tochter Naike Rivelli (* 1974) ist wie ihre Mutter Model und Schauspielerin. Aus ihrer zweiten Ehe hat sie einen Sohn und eine Tochter.

## Karriere als Schauspielerin

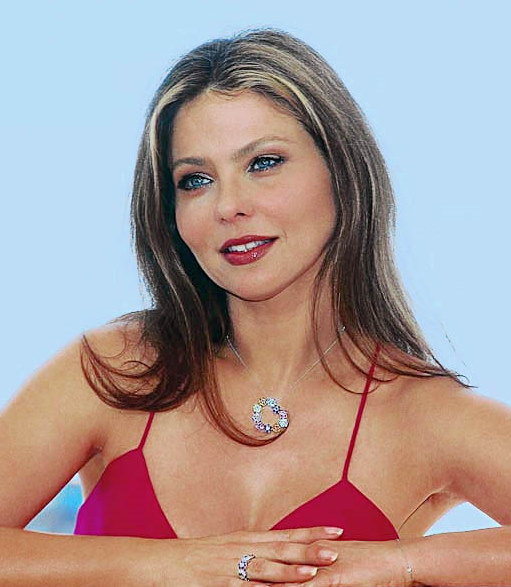
Ornella Muti (Cannes 2000)

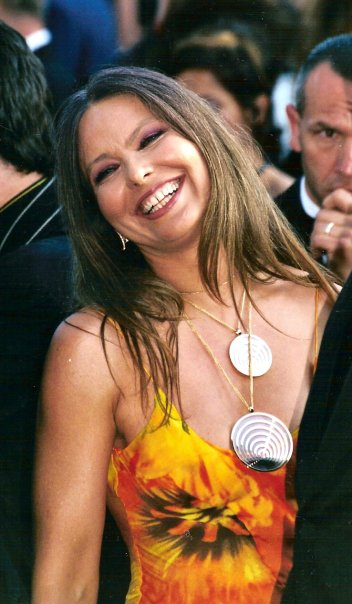
Ornella Muti (Cannes 2000)

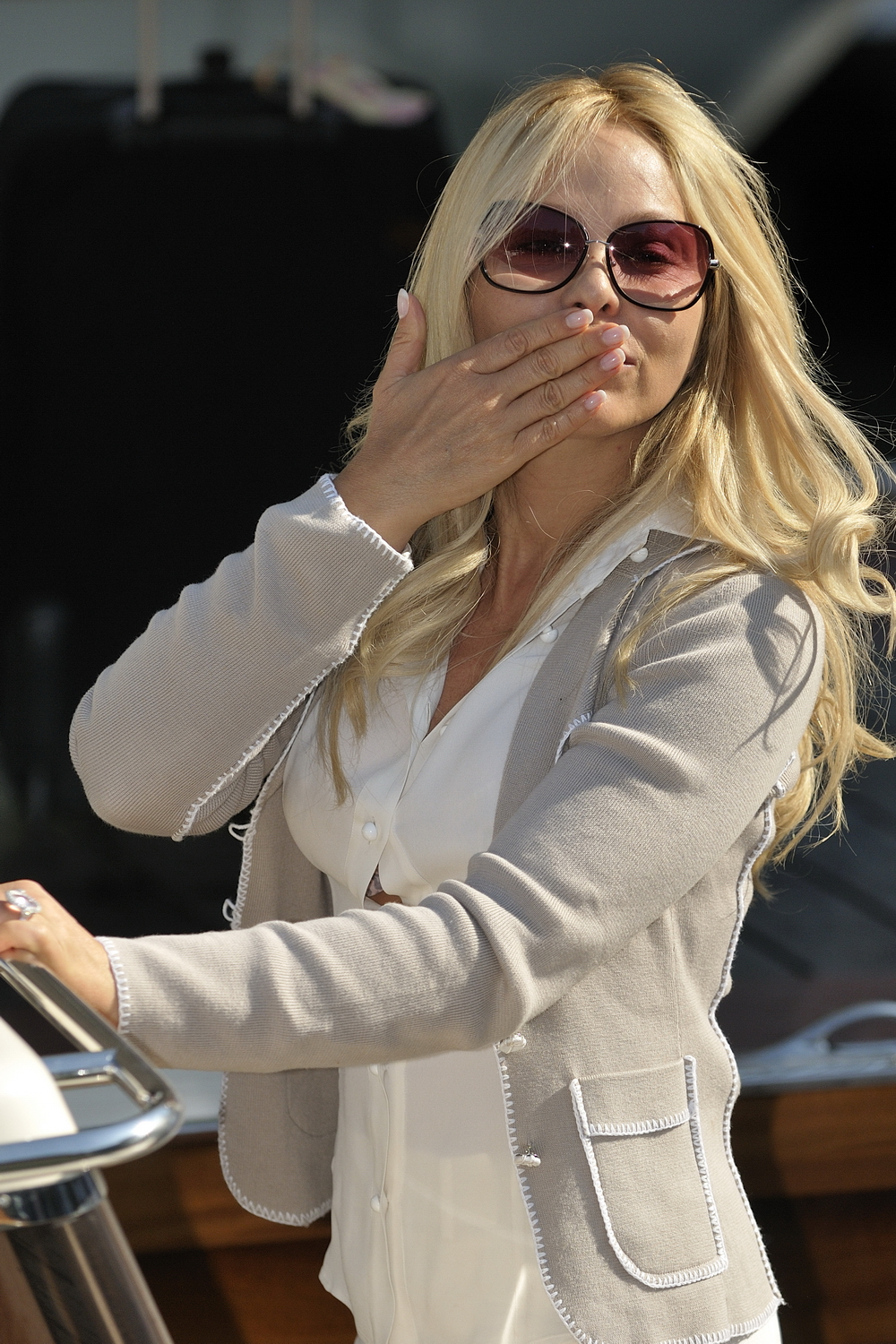
Muti bei den 66. Filmfestspielen von Venedig 2009

Ornella Muti war Fotomodell in Fotoromanen und wurde 1970 von Damiano Damiani für den Film Die schönste Frau (La moglie più bella) entdeckt. Da Muti über keine Schauspielausbildung verfügte, wurden ihre Dialoge von der Schauspielerin Loretta Goggi gesprochen. So blieb es während der 1970er Jahre, wobei Vittoria Febbi eines ihrer häufigsten Sprechdoubles in La stanza del vescovo, Primo amore und Come una rosa al naso war. Für Un posto ideale per uccidere und Un solo grande amore übernahm Michala Esdra ihre Stimme, Rossella Izzo für Fiorina la vacca und Appassionata.
Bekannt wurde Muti durch den Skandalfilm Die letzte Frau (L’ultima donna) (1976) von Marco Ferreri, in dem ihr Micaela Pignatelli ihre Stimme lieh. Anfang der 1980er Jahre spielte sie die weibliche Hauptrolle in zwei Komödien mit Adriano Celentano (Der gezähmte Widerspenstige und Gib dem Affen Zucker). Von da an sprach sie auch selbst in Filmen. Auf den Erfolg mit Celentano folgten weitere Komödien wie Ornella, die Unwiderstehliche.
Muti spielte überwiegend in italienischen Produktionen. Ihr erster britischer Film war Flash Gordon (1980). Auch spielte sie in den US-amerikanischen Filmen Oscar – Vom Regen in die Traufe (1991) und Es war einmal ein Mord (Once Upon a Crime). Eine weitere wichtige Rolle war die der Mercédès in Der Graf von Monte Christo, in dem ihre Tochter Naike Rivelli die junge Mercédès verkörpert.

## Rezeption in Kunst und Kultur
Auch außerhalb der Welt des Films inszenierte sich Ornella Muti als Sexsymbol und wurde, wie schon Gina Lollobrigida und Sophia Loren, als „Traumfrau“ und Inkarnation von Dolce Vita und Amore gefeiert.
Mehrfach war Ornella Muti auf dem Cover der großen Modezeitschriften wie Vogue und Elle zu sehen, z. B. VOGUE Paris, Novemberausgabe 1989 (Fotograf Sante D’Orazio).
In Kunst und Kultur wird sie zunehmend im popkulturellen Kontext der frühen 80er Jahre rezipiert.
Der russische Sänger und Comedian Aleksandr Rewwa (Künstlername Artur Piroschkow) griff 2015 in seinem Song Wie Celentano (как челентано) Elemente des Films Der gezähmte Widerspenstige auf. In dem zugehörigen Musikvideo spielte auch Ornella Muti mit.
Im Videokunstwerk Un’emozione per sempre 2.0 (2018) agierte erstmals ein durch künstliche Intelligenz erschaffener Filmstar, eine virtuelle Ornella Muti. Der Künstler Joseph Ayerle hatte mit Hilfe eines künstlichen neuronalen Netzes neue Filmsequenzen errechnet, die die echte Schauspielerin nie gespielt hat.
In der Netflix-Serie Sex Education (2. Staffel, Folge 1) wird Serien-Protagonist Otis Milburn (Asa Butterfield) durch den Anblick Ornella Mutis auf der Kinoleinwand sexuell so erregt, dass er das Kino verlassen muss. Für diese Szene wurden Ausschnitte aus dem Kinofilm Flash Gordon genutzt.

## Filmografie (Auswahl)
- 1970: Recht und Leidenschaft (La moglie più bella), Regie: Damiano Damiani
- 1971: Ein Sommer voller Zärtlichkeit (Il sole nella pelle)
- 1971: Deadly Trap (Un posto ideale per uccidere), Regie: Umberto Lenzi
- 1972: Fiorina la vacca, Regie: Vittorio De Sisti
- 1972: Keine Frau für gewisse Stunden (La casa de las palomas), Regie: Claudio Guerin Hill
- 1973: Die Nonne von Verona (Le Monache di Sant’Arcangelo), Regie: Domenico Paolella
- 1974: Maribel, die Sekretärin (Cebo para una adolescente), Regie: Francisco Lara Polop
- 1974: Kennen Sie meine Frau? (Romanzo popolare)
- 1974: Erstes Verlangen (Appassionata)
- 1975: Eleonore (Leonor), Regie: Juan Luis Buñuel
- 1976: Die letzte Frau (La dernière femme)
- 1977: Das rote Zimmer (La stanza del vescovo)
- 1977: Der Fall Serrano (Mort d’un pourri)
- 1977: Viva Italia! (I nuovi mostri), Episoden „Autostop“ (Regie: Mario Monicelli) und „Senza parole“ (Regie: Dino Risi)
- 1978: Die nackte Bourgeoisie (Ritratto di borghesia in nero)
- 1978: Ein Sack voller Flöhe (Primo Amore), Regie: Dino Risi
- 1978: Geliebte Sena (Eutanasia di un amore), Regie: Enrico Maria Salerno
- 1979: Leichen muß man feiern, wie sie fallen (Giallo napoletano), Regie: Sergio Corbucci
- 1979: Das Leben ist wunderbar (Жизнь прекрасна), Regie: Grigori Tschuchrai
- 1980: Flash Gordon
- 1980: Der gezähmte Widerspenstige (Il bisbetico domato)
- 1981: Ganz normal verrückt (Storie di ordinaria follia)
- 1981: Gib dem Affen Zucker (Innamorato pazzo)
- 1981: Ornella, die Unwiderstehliche (Nessuno è perfetto)
- 1981: Geld und Liebe (Love and Money), Regie: James Toback
- 1982: Das Mädchen von Triest (La ragazza di Trieste)
- 1983: Bonnie & Clyde auf italienisch (Bonnie e Clyde all’italiana), Regie: Stefano Vanzina
- 1984: Die Zukunft heißt Frau (Il futuro è donna)
- 1984: Eine Liebe von Swann (Un amour de Swann)
- 1985: Der Himmel war schuld (Tutta colpa del Paradiso)
- 1986: Hexerei (Stregati)
- 1987: Casanova, Regie: Simon Langton
- 1987: Chronik eines angekündigten Todes (Cronaca di una morte annunciata)
- 1987: Ich und meine Schwester (Io e mia sorella), Regie: Carlo Verdone
- 1989: Warte bis zum Frühling (Bandini), Regie: Dominique Deruddere
- 1989: Der König von Sizilien (O’re), Regie: Luigi Magni
- 1990: Die Reise des Capitan Fracassa (Il viaggio di Capitan Fracassa)
- 1990: Eine Nacht mit Alice (Stasera a casa di Alice), Regie: Carlo Verdone
- 1990: Michelangelo – Genie und Leidenschaft (A Season of Giants)
- 1991: La Domenica specialmente
- 1991: Oscar – Vom Regen in die Traufe (Oscar)
- 1992: Es war einmal ein Mord (Once Upon a Crime)
- 1993: Der zweisprachige Liebhaber (El amante bilingüe), Regie: Vicente Aranda
- 1997: Widows – Erst die Ehe, dann das Vergnügen, Regie: Sherry Hormann
- 1997: Liebe, Rache usw. (Pour rire!), Regie: Lucas Belvaux
- 1998: Der Graf von Monte Christo (TV-Fassung)
- 1998: New York People – Stories aus einer verrückten Stadt
- 1998: L’Inconnu de Strasbourg, Regie Gérard Mordillat
- 1999: Die Bibel – Esther (Ester) (Fernsehfilm)
- 2000: Jeder stirbt – The Unscarred (The Unscarred)
- 2001: Hotel
- 2001: Last Run – In den Fängen des Verrats, Regie: Anthony Hickox
- 2002: Trilogie, Regie: Lucas Belvaux
- 2004: The Heart Is Deceitful Above All Things
- 2004: Sag einfach ja (Di que si), Regie: Juan Calvo
- 2004: Der Partykönig von Ibiza (People), Regie: Fabien Onteniente
- 2005: Die Braungebrannten 3 (Les Bronzés 3), Regie: Patrice Leconte
- 2006: Das Ende der Götter (L’inchiesta)
- 2009: Doc West – Nobody schlägt zurück (Triggerman)
- 2010: SOKO 5113 (Fernsehserie), Folge Vendetta
- 2012: To Rome with Love
- 2017: Sirens (Fernsehserie, 6 Episoden)
- 2018: Wine to Love, Regie: Domenico Fortunato
- 2018: Mare di grano, Regie: Fabrizio Guarducci
- 2018: Magical Nights (Notti magiche), Regie: Paolo Virzì

## Italienische Stimmen für Ornella Muti in italienischen Filmen (Auswahl)
Da Muti zu Anfang ihrer Karriere über keine Schauspielausbildung verfügte, wurden ihre Dialoge von Schauspielerinnen gesprochen bzw. nachsynchronisiert. Ab den 1980er Jahren sprach sie ihre Texte selbst.
- Vittoria Febbi in Come una rosa al naso (1976), La stanza del vescovo (1977), Primo amore (1978)
- Micaela Esdra in Un posto ideale per uccidere (1971), Un solo grande amore (1972)
- Rossella Izzo in Fiorina la vacca (1972), Appassionata (1974)
- Loretta Goggi in La moglie più bella (1970)
- Serena Verdirosi in Le monache di Sant’Arcangelo (1973)
- Valeria Rocco in Romanzo popolare (1974)
- Micaela Pignatelli in L’ultima donna (1976)
- Roberta Greganti in Compromesso d’amore (1995)
- Anna Miserocci in Ritratto di borghesia in nero (Die nackte Bourgeoisie) (1978)

## Auszeichnungen
- 1981: Bambi
- 1983: Jupiter (Beste Darstellerin) für Der gezähmte Widerspenstige
- 1988: Nastro d’Argento als Beste Hauptdarstellerin für Io e mia sorella
- 1989: Nastro d’Argento als Beste Hauptdarstellerin für Codice privato
- 1995: Komtur des Verdienstordens der Italienischen Republik
- 2012: St.-Georgs-Orden des Dresdner Semperopernballs in der Kategorie Kultur und Film[8]